# 渡邊愛加
渡邊 愛加（わたなべ まなか、1995年1月25日 - ）は、日本の女子バスケットボール選手である。ポジションはパワーフォワード。Wリーグの山梨クィーンビーズ所属。

## 来歴
山梨県出身。
富士学苑高校で全国大会出場、筑波大でインカレ優勝。
卒業後、新潟アルビレックスBBラビッツ加入。
2020年、山梨クィーンビーズに移籍。